# Struck by Lightning (film 2012)
Struck by Lightning è un film del 2012 diretto da Brian Dannelly, interpretato, scritto e prodotto da Chris Colfer.
Il film è stato presentato in anteprima al Tribeca Film Festival il 21 aprile 2012, è stato inoltre proiettato in anteprima al Giffoni Film Festival il 22 luglio 2012 in onore del Gleeffoni, il film è stato visto con sottotitoli in lingua italiana.

## Trama
La storia è raccontata tramite flashback da Carson Phillips, colpito e ucciso da un fulmine nella scena iniziale del film. I flashback mostrano come Carson ricattasse i suoi compagni nella scuola superiore di Clover, in California, per contribuire alla rivista scolastica. Inoltre Sheryl, madre di Carson, si preoccupa di ristabilire un buon rapporto con il figlio, mentre lui si prepara per il college durante il suo ultimo anno di liceo.

## Riprese
Le riprese sono state effettuate nell'estate 2011.